# Al-Dżurf (Tunezja)
Al-Dżurf (ar. الجرف, fr. Jorf) – miejscowość w Tunezji, położona nad Morzem Śródziemnym, przy kanale Adżim, naprzeciw wyspy Dżerba, w zatoce Mała Syrta.